# Straight Out of Hell
Straight Out of Hell es el decimocuarto álbum de estudio de la banda alemana de power metal, Helloween, lanzado el 18 de enero de 2013. La grabación tuvo lugar en los estudios Mi sueño en Tenerife, España. El primer sencillo del disco es la canción Nabataea.
En cuanto al sonido, el guitarrista del grupo, Michael Weikath, afirmó que:

Es el desarrollo lógico de los dos álbumes previos. Las nuevas canciones son una continuación de las directrices de 7 Sinners, sólo que con menos peso doom y notablemente más positivas.

Por su parte, el video del sencillo de lanzamiento, Nabataea, hace una fuerte alusión a los supuestos eventos del 2012 mediante una alegoría tanto de la disposición de algunos basamentos piramidales (similares a las zonas arqueológicas mayas) como de un combate ritual propio de la influencia nahua en la Península de Yucatán, ya que los combatientes sostienen un hacha y un Macuahuitl.
El tema ¨Wanna Be God¨ está dedicado a Freddie Mercury.

## Listado de canciones
| N.º | Título                    | Escritor(es)   | Duración |  |
| 1.  | «Nabataea»                | Deris          | 7:03     |  |
| 2.  | «World of War»            | Gerstner       | 4:56     |  |
| 3.  | «Live Now!»               | Deris/Gerstner | 3:10     |  |
| 4.  | «Far From the Stars»      | Großkopf       | 4:41     |  |
| 5.  | «Burning Sun»             | Weikath        | 5:33     |  |
| 6.  | «Waiting for the Thunder» | Deris          | 3:53     |  |
| 7.  | «Hold Me in Your Arms»    | Gerstner       | 5:10     |  |
| 8.  | «Wanna Be God»            | Deris          | 2:02     |  |
| 9.  | «Straight Out of Hell»    | Großkopf       | 4:33     |  |
| 10. | «Asshole»                 | Gerstner       | 4:09     |  |
| 11. | «Years»                   | Weikath        | 4:22     |  |
| 12. | «Make Fire Catch The Fly» | Deris          | 4:22     |  |
| 13. | «Church Breaks Down»      | Gerstner       | 6:06     |  |

Pista adicional edición Limitada
| N.º | Título                          | Escritor(es) | Duración |  |
| 14. | «Another Shot of Life»          | Großkopf     | 5:18     |  |
| 15. | «Burning Sun (Hammond Versión)» | Weikath      | 5:33     |  |
| 16. | «No Eternity»                   | Großkopf     | 3:34     |  |

## Formación
- Andi Deris - Voz.
- Michael Weikath– Guitarras.
- Sascha Gerstner - Guitarras.
- Markus Grosskopf - Bajo.
- Dani Löble - Batería.
- Matthias Ulmer - Teclados.